# Nathalie Richard
Pour les articles homonymes, voir Richard.
Nathalie Richard est une actrice française, née le 6 janvier 1963 (ou 1962) à Paris.
Elle reçoit le prix Michel-Simon en 1989 pour le film La Bande des quatre.

## Biographie
Durant son enfance, Nathalie Richard pratique notamment la danse sur glace et la danse. Après une année passée à New York dans la compagnie de Karole Armitage, elle rentre en France et intègre le Conservatoire national supérieur d'art dramatique dont elle est diplômée en 1986. Depuis, elle travaille régulièrement au cinéma et au théâtre. Elle a également participé aux disques De l'origine du Monde et Chroniques de résistance (Tony Hymas), Thisness (Jef Lee Johnson), Les Films de ma ville (avec Pat Thomas) et Buenaventura Durruti (avec Benoît Delbecq et Violeta Ferrer).
Elle a été la compagne du chanteur et musicien Ghédalia Tazartès avec lequel elle a eu une fille.
En 2018, elle tient avec Liza Blanchard l'un des deux rôles principaux dans la mise en scène d'Anne Théron, créée au TNS et jouée à La Colline, de la pièce À la trace d'Alexandra Badea qui explore les relations mères-filles. Sa performance en dialogue avec des projections audiovisuelles pré-enregistrées, saluée par la presse, y brouille les frontières entre théâtre et cinéma.

## Filmographie

### Cinéma

#### Longs métrages
- 1983 : Svarte fugler de Lasse Glomm : la petite amie
- 1986 : Golden Eighties de Chantal Akerman : la coiffeuse
- 1989 : La Bande des quatre de Jacques Rivette : Cécile
- 1989 : L'Enfant de l'hiver d'Olivier Assayas : Leni
- 1990 : Monsieur de Jean-Philippe Toussaint : l'hôtesse d'accueil
- 1992 : Bar des rails de Cédric Kahn : Monique, la serveuse
- 1992 : Riens du tout de Cédric Klapisch : Claire
- 1993 : Grand Bonheur d’Hervé Le Roux : Charly
- 1994 : Jeanne la Pucelle : Les Prisons de Jacques Rivette : Catherine de la Rochelle
- 1994 : Les Amoureux de Catherine Corsini : Viviane
- 1995 : Haut bas fragile de Jacques Rivette : Ninon
- 1996 : L'Éducatrice de Pascal Kané : Louise
- 1996 : Irma Vep d'Olivier Assayas : Zoé
- 1997 : Eau douce de Marie Vermillard : Marianne
- 1998 : Voleur de vie d'Yves Angelo : la femme de Yann
- 1998 : La fille d'un soldat ne pleure jamais de James Ivory : Mademoiselle Fournier
- 1998 : Fin août, début septembre d'Olivier Assayas : Maryelle
- 1999 : Afraid of Everything de David Barker : Anne
- 2000 : Confort moderne de Dominique Choisy : Irène
- 2000 : Code inconnu de Michael Haneke : Mathilde
- 2000 : Faites comme si je n'étais pas là d’Olivier Jahan : Carole
- 2000 : 30 ans de Laurent Perrin : Barbara
- 2000 : La Confusion des genres d'Ilan Duran Cohen : Laurence Albertini
- 2001 : L'Hiver sera rude de Patrick Chaize : Solange
- 2001 : On appelle ça... le printemps d’Hervé Le Roux : la naïade
- 2001 : Imago de Marie Vermillard : Marianne
- 2002 : Novo de Jean-Pierre Limosin : Sabine
- 2002 : Merci Docteur Rey d'Andrew Litvack : la journaliste radio
- 2002 : Au plus près du paradis de Tonie Marshall : Brigitte
- 2003 : Le Ventre de Juliette de Martin Provost : Fafa
- 2003 : Le Divorce de James Ivory : Charlotte de Persand
- 2005 : Caché de Michael Haneke : Mathilde
- 2005 : Zim and Co. de Pierre Jolivet : la mère de Zim
- 2005 : Les Enfants de Christian Vincent : Hélène
- 2005 : Le Passager d'Éric Caravaca : Suzanne
- 2005 : Belhorizon d’Inès Rabadán : Isabelle
- 2006 : Le Pressentiment de Jean-Pierre Darroussin : Gabrielle Charmes-Aicquart
- 2007 : La Chambre des morts d'Alfred Lot : Raphaëlle
- 2007 : Avant le jour de Judith Abitbol : Louise
- 2008 : Parc d’Arnaud des Pallières : Hélène Clou
- 2008 : Le Plaisir de chanter d’Ilan Duran Cohen : Noémie
- 2009 : Faire avec de Philippe Lasry : Nathalie
- 2009 : Une petite zone de turbulences d'Alfred Lot : la psy
- 2010 : Notre étrangère de Sarah Bouyain : Esther
- 2010 : Auprès de moi toujours (Never Let Me Go) de Mark Romanek : Madame
- 2011 : À bas bruit de Judith Abitbol :
- 2011 : La Maladie du sommeil (Schlafkrankheit) d'Ulrich Köhler : Eva
- 2011 : The Green de Steven Williford : talent de fond
- 2012 : Les Fraises des bois de Dominique Choisy : la mère
- 2013 : Clair obscur (Halbschatten) de Nicolas Wackerbarth : Olga
- 2013 : Jeune et Jolie de François Ozon : Véronique
- 2013 : Violette de Martin Provost : Hermine
- 2015 : Le Grand Jeu de Nicolas Pariser : Pauline
- 2015 : Fatima de Philippe Faucon : la professeure principale de Souad
- 2016 : Jours de France de Jérôme Reybaud : la libraire
- 2017 : Happy End de Michael Haneke : l'agent immobilier
- 2017 : Jeune Femme de Léonor Serraille : la mère de Paula
- 2017 : Les Garçons sauvages de Bertrand Mandico : la prof de lettres
- 2017 : Ma vie avec James Dean de Dominique Choisy : Sylvia van den Rood
- 2018 : Un couteau dans le cœur de Yann Gonzalez : voix de la chanteuse de cabaret
- 2020 : After Love d'Aleem Khan : Geneviève
- 2020 : Goodbye mister Wong de Kiyé Simon Luang : Nadine
- 2020 : Il n'y aura plus de nuit (documentaire) d'Éléonore Weber : narratrice (voix)
- 2021 : Tout s'est bien passé de François Ozon : commandant Petersen
- 2021 : After Blue (Paradis sale) de Bertrand Mandico : la Vérité
- 2022 : Neneh Superstar de Ramzi Ben Sliman : Jeanne-Marie
- 2023 : Jeanne du Barry de Maïwenn : Madame de la Roche Fontenille
- 2023 : L'Amour et les Forêts de Valérie Donzelli : la gynécologue
- 2023 : Le Règne animal de Thomas Cailley : Professeure Valérie Beaudoin
- 2023 : Conann de Bertrand Mandico : Conann 55 ans
- 2023 : Une zone à défendre de Romain Cogitore : Séverine
- 2023 : Visions de Yann Gozlan : la psychologue des armées
- 2023 : Doppelgänger. Sobowtor de Jan Holoubek : Helga Steiner
- 2023 : Marie-Line et son juge de Jean-Pierre Améris : Evelyne
- 2024 : Best Secret Place de Jonathan Vinel et Caroline Poggi
- 2024 : Bonjour tristesse de Durga Chew-Bose : Nathalie
- 2025 : Fils de de Carlos Abascal Peiró : Isabelle Barrère

#### Courts métrages
- 1987 : Le Panorama de  Christophe Loizillon
- 1989 : La Jalousie de Christophe Loizillon
- 1989 : Constance de Pascal Deux
- 1990 : Les Dernières Heures du millénaire de Cédric Kahn
- 1991 : Cendrillon 90 de Christine Dory
- 1992 : C'est trop con ! de Jean-Pierre Darroussin : Jeanne
- 1993 : Le Linge sale de Muriel Téodori
- 1994 : Comme un dimanche d'Olivier Jahan
- 1995 : Lumière et Compagnie : Les Aventures de Ninon de Jacques Rivette
- 1996 : Le Soleil a promis de se lever demain de Fabienne Godet
- 1996 : 51 raisons d'Hervé Lavayssière
- 1998 : I Would Prefer Not To de Florence Pezon
- 1999 : Le Pourboire ou la Pitié de Myriam Aziza : Béatrice
- 1999 : Le Songe de Constantin de Joël Brisse
- 1999 : Bruno n'a pas d'agent de Christine Dory
- 1999 : Scénarios sur la drogue : La Famille médicament d'Étienne Chatiliez : la mère
- 2001 : Mon meilleur amour de François Favrat : Corinne
- 2002 : Maintenant d'Inès Rabadán : Else
- 2003 : Les Visages de Christophe Loizillon
- 2003 : La Chaîne du froid d'Hervé Lavayssière : la cliente
- 2007 : All about Yvonne de Karine Arlot et Loïc Barrère : Yvonne à quarante ans
- 2008 : Afrique ! d'Hervé Lavayssière : Annie
- 2008 : My Father's Son de Nasheed Qamar Faruqi : Chantal
- 2010 : Au fond de l'eau de Tigrane Avedikian : la mère de Romain
- 2010 : T'embrasser une dernière fois d'Olivier Jahan : Hélèna, la psy
- 2013 : Dans la famille... je voudrais de Coco Tassel : la narratrice
- 2014 : Au diapason d'Adrien Ricciardelli
- 2015 : Notre Dame des hormones de Bertrand Mandico : Lautre
- 2016 : Body de Léonor Serraille : Cathy
- 2017 : J'ai tué ma femme de Joël Brisse et Marie Vermillard : Eliane, la femme du garagiste
- 2018 : Ultra pulpe de Bertrand Mandico : Frieda Boher
- 2018 : Histoire de Stefano de Chiara Malta : voix
- 2018 : Rien ne s'oppose au jour de Romain Kronenberg
- 2018 : Saranac Lake de Maxence Vassilyevitch : la cantatrice
- 2018 : Que la nuit s'achève de Denoal Rouaud : la galeriste
- 2018 : Jupiter ! de Carlos Abascal Peiro : Isabelle Carrère
- 2019 : Les Intranquilles de Marie Vermillard : Barbara
- 2023 : Nous les barbares de Bertrand Mandico : Lou

### Télévision
- 1992 : Interdit d'amour de Catherine Corsini (téléfilm)
- 1997 : La Vie en face de Laurent Dussaux (téléfilm) : Claire
- 2002 : Froid comme l'été de Jacques Maillot (téléfilm) : Claire
- 2005 : Trois femmes... un soir d'été de Sébastien Grall (mini série) : Isabelle Auvignon
- 2009 : Paris 16e (série) : Alexia Saint-Faye
- 2012 : Engrenages, saison 4, épisode 4 réalisé par Jean-Marc Brondolo (série) :  Maître Costa
- 2013 : Le Métis de Dieu d'Ilan Duran Cohen (téléfilm) : la mère supérieure
- 2013 : Les Petits Meurtres d'Agatha Christie saison 2, épisode Témoin muet de Marc Angelo (série) : Geneviève Ranson
- 2015 : Virage Nord de Virginie Sauveur (mini série) : Evelyne Lambert
- 2022 : Comme des reines de Marion Vernoux (téléfilm) : Aline
- 2022 : Irma Vep d'Olivier Assayas (mini série), épisode 3 Dead Man's Escape : Ondine
- 2022 : Meurtres à Chantilly (téléfilm) de Marjolaine de Lecluse : Nicole Claden
- 2024 : La Chute de Paris (série) : Béatrice Paquin

### Doublage
- 1996 : Surviving Picasso : Françoise Gilot (Natascha McElhone)

## Théâtre
- 1987 : Leurre H d'après Jules Laforgue, Henri Michaux et William Shakespeare, mise en scène Alain Rigout, théâtre national de Chaillot
- 1988 : Par les villages de Peter Handke, mise en scène Jean-Claude Fall, théâtre de la Bastille
- 1989 : On ne badine pas avec l'amour d'Alfred de Musset, mise en scène Jean-Pierre Vincent, théâtre de Sartrouville
- 1989 : Éclats de Catherine Anne, mise en scène de l'auteur, Festival d'Avignon, théâtre Paris-Villette, théâtre national de Strasbourg
- 1992 : Légendes de la forêt viennoise d'Ödön von Horváth, mise en scène André Engel, MC93 Bobigny
- 1995 : Un mois à la campagne d'Ivan Tourgueniev, mise en scène Yves Beaunesne
- 1998 : Woyzeck de Georg Büchner, mise en scène André Engel, théâtre de Gennevilliers
- 2004 : Oncle Vania d'Anton Tchekhov, mise en scène Yves Beaunesne, théâtre de Saint-Quentin, théâtre de la Criée, théâtre national de Chaillot
- 2005 : Le Cas de Sophie K. de Jean-François Peyret et Luc Steels, mise en scène Jean-François Peyret, Festival d'Avignon, théâtre national de Chaillot
- 2005 : Oncle Vania d'Anton Tchekhov, mise en scène Yves Beaunesne, théâtre national de la Colline
- 2006 : Trahisons d'Harold Pinter, mise en scène Philippe Lanton, théâtre de l'Athénée
- 2007 : Les Folles d'enfer de la Salpêtrière de Mâkhi Xenakis, mise en scène Anne Dimitriadis, MC93 Bobigny
- 2008 : L'Échange de Paul Claudel, théâtre de la Place Liège, théâtre de la Colline
- 2009 : Cible mouvante de Marius von Mayenburg, mise en scène Mikaël Serre (La Condition publique de Roubaix, Festival Perspectives)
- 2009 : La Nuit des rois de William Shakespeare, mise en scène Jean-Louis Benoît, théâtre de la Criée
- 2010 : La Tragédie du Roi Richard II de William Shakespeare, mise en scène Jean-Baptiste Sastre, Festival d'Avignon
- 2011 : La Tragédie du Roi Richard II de William Shakespeare, mise en scène Jean-Baptiste Sastre, Les Gémeaux, théâtre du Gymnase, tournée
- 2013 : Lost (replay) de Gérard Watkins, mise en scène de l'auteur, Théâtre de la bastille
- 2013 : Le Journal intime de Benjamin Lorca d'Arnaud Cathrine, mise en scène de Ninon Brétécher au Cent Quatre (établissement culturel) puis au Monfort-Théâtre
- 2014 : Lucrèce Borgia de Victor Hugo, mise en scène Jean-Louis Benoît, Théâtre des Célestins
- 2014 : Nuits blanches d'après Haruki Murakami, mise en scène Hervé Falloux, Théâtre de l'Œuvre
- 2018 : À la trace d'Alexandra Badea, mise en scène Anne Théron, TNS, Théâtre des Célestins, Théâtre national de la Colline
- 2019 : La Trilogie de la vengeance de Simon Stone, d'après John Ford, Thomas Middleton, Shakespeare, Lope de Vega, mise en scène Simon Stone, Ateliers Berthier
- 2019 : Vents contraires de Jean-René Lemoine, mise en scène par l'auteur, MC93

## Livre audio
- 2013 : L'art contemporain en 1 heure, d'Anne Cauquelin, PUF, coll. "Que sais-je ?", Paris, 50 minutes.